# Leposoma ioanna
Leposoma ioanna är en ödleart som beskrevs av  Thomas Marshall Uzzell, Jr. och BARRY 1971. Leposoma ioanna ingår i släktet Leposoma och familjen Gymnophthalmidae. Inga underarter finns listade i Catalogue of Life.